# Selma Freud
Selma Freud (* 21. August 1877 in Wien; † 24. September 1962 in New York City) gilt – fälschlicherweise – als erste österreichische Frau, die noch vor ihrer Kommilitonin Lise Meitner an der Universität Wien in Physik zur Dr. phil. promovierte. 1926 erhielt sie die Erlaubnis zur Errichtung des ersten offiziellen Korps der Heilsarmee in Wien, was zugleich dem Beginn der Betätigung dieser Freikirche in Österreich entspricht.

## Leben

### Kindheit und Schule
Die protestantisch getaufte Selma Freud, wurde als Tochter des Wiener Fabrikanten Simon Siegmund Freud in der Amerlingstr. 19 im 6. Wiener Bezirk Mariahilf geboren, wo ihr Vater später das Haus Hugo-Wolf-Gasse 1 Ecke Loquaiplatz besaß. Nach dem Besuch einer Wiener Volksschule und anschließend dem Lyzeum des I. Wiener Frauenerwerbsvereins legte sie in Prag die Matura ab, da dies zu diesem Zeitpunkt in Österreich für Frauen noch nicht möglich war.

### Physikstudium
Im Jahr 1901 begann Selma an der Universität Wien mit ihrem Studium der Physik im Haupt- und Mathematik im Nebenfach, nachdem dort Frauen seit 1897 zugelassen waren. Zu ihren Professoren gehörten insbesondere Franz Exner und Ludwig Boltzmann; vor diesen reichte Freud auch 1905 ihre Dissertation (s. Schriften) zur Approbation ein und legte sie vom 20. bis 24. November 1905 ihre mündliche Prüfung ab. Am darauffolgenden 1. Februar wurde sie in Wien zur Dr. phil promoviert. Ihr folgte am gleichen Tag Lise Meitner, mit der sie während des Studiums im selben Raum physikalischen Studien nachgegangen war. Selma Freud war tatsächlich die zweite Österreicherin, die an der Universität Wien in Physik promovierte, da dies 1903 bereits Olga Steindler (1879–1933) gelang, welche ebenfalls in Prag ihre Reifeprüfung abgelegt hatte. Zu Forschungsarbeiten von Freud auf dem Gebiet der Physik nach ihrer Promotion ist bislang nichts bekannt. Der ihrer handschriftlichen Dissertation ursprünglich beigebundene Lebenslauf geriet in Verlust.

### Heilsarmee
Erst ab den 1920er Jahren liegen über den Lebensweg Selma Freuds wieder Nachrichten vor. Im Londoner Hauptquartier der Heilsarmee (Salvation Army), bei der es volle Gleichberechtigung zwischen Frau und Mann gab, ließ sie sich zur Offizierin (Kapitänin) ausbilden und baute gegen Widerstand aus Bevölkerung und örtlichen Kirchengemeinden zunächst einen Vorposten der Heilsarmee in Wien auf. 1926 erhielt sie nach vorhergehender Beratung seitens des Hauptquartiers die Erlaubnis, in Wien eine Gemeinde (Korps) zu gründen; als Landeskommandant wurde Bruno Friedrich berufen. 1927 legte sie in einem Referat bei einem Treffen der Wiener Evangelischen Allianz ihre Überlegungen über „die Einheitsfront der evangelischen Christengemeinden nach außen hin“ dar. Darin sprach sie auch das „Verhalten gegenüber Pfingstlern, Adventisten, Bibelforschern, ob sie später mit zugezogen werden können“, an. Damit erwog sie eine enorme Erweiterung des Teilnehmerkreises der Evangelischen Allianz; erst ein halbes Jahrhundert danach kam es zu dieser Erweiterung, aber nur in Bezug auf die Pfingstler.
Selma Freud, die in der Folge Lob- und Dankversammlungen abhielt, rief 1928 auch das offizielle Organ der Heilsarmee in Österreich ins Leben, „Der Kriegsruf“. Von der ersten Ausgabe im Juli 1928 bis zum April 1929 fungierte sie als Schriftleiterin, bevor diese Aufgabe bis Mai 1938 Adolf Kossuth übernahm. Selbst veröffentlichte sie darin mehrere „religiös-romantische“ Artikel. Am Ende ihres „Reiseberichtes“ schrieb sie am 27. September 1933: „Das nächste Mal, meine Freunde und Kameraden, darf ich, so Gott will, wohl schon von der Heilsarbeit im Heiligen Lande berichten.“ Ob Selma Freud in Palästina bzw. ihrem Zielort Jerusalem an der Gründung eines weiteren Korps mitwirkte ist nicht belegt.
1942 gelang ihr über Bern und Lissabon die Emigration in die USA, wo sie 1946 Lise Meitner bei deren USA-Reise wiedersah.

## Schriften
- Über den Einfluss der Temperatur auf die lichtelektrische Empfindlichkeit eines negativ geladenen Conductors. Dissertation, Universität Wien 1905.